# Nikola Kajić
Nikola Kajić, hrvaški general, * 5. december 1902, Kalinovac, † 24. februar 1987, Zagreb.

## Življenjepis
Leta 1941 je vstopil v NOG in v KPJ. Med vojno je bil poveljnik več enot.
Po vojni je bil med drugim načelnik Sekretariata Sveta ljudske obrambe.